# Hauptstrasse 254
Die Hauptstrasse 254 ist eine Schweizer Hauptstrasse in den Kantonen Bern und Solothurn gemäss der vom Bundesrat in Kraft gesetzten Durchgangsstrassenverordnung.

## Verlauf
Die Strasse verbindet, zuerst über einen kurzen Abschnitt der Hauptstrasse 251, die Hauptstrasse 1 in Koppigen im Berner Mittelland mit der Hauptstrasse 5 (sowie Hauptstrasse 12 und Hauptstrasse 22) bei Riedholz im Kanton Solothurn am Jurasüdfuss.